# Tromboliză
Tromboliza sau terapia fibrinolitică este utilizarea medicamentelor pentru a degrada trombii (cheaguri de sânge) formați în vasele sanguine. Astfel, acest tratament se utilizează în infarctul miocardic, în accident vascular cerebral sau în caz de tromboembolism venos sever (precum embolismul pulmonar sau tromboza venoasă profundă).

## Medicamente
Medicamentele trombolitice sunt utilizate pentru tromboliză. Majoritatea au ca substrat fibrina, fiind denumite și fibrinolitice. Toate sunt medicamente biologice, fiind derivate din produși obținuți de la specii de Streptococcus sau sunt obținute prin tehnologia ADN recombinat.
Exemple de fibrinolitice sunt:
- Streptokinază[4]
- Urokinază[5]
- Activatori tisulari de plasminogen, recombinanți (rtPA)
  - Alteplază (Activase sau Actilyse)[4]
  - Reteplază (Retavase)[6]
  - Tenecteplază (Metalyse)[6]
  - Anistreplază (Eminase)[4]